# Sheridan (Oregon)
Sheridan az Amerikai Egyesült Államok északnyugati részén, Oregon állam Yamhill megyéjében elhelyezkedő város. A 2020. évi népszámlálási adatok alapján 4639 lakosa van.

## Története
Absolem B. Faulconer 1847-ben érkezett a térségbe; a települést a földhivatalnál 1866. december 13-án jegyezték be. Az 1866. április 4-én megnyílt posta első vezetője Faulconer fivére, Thomas volt. 1871-ben szálloda, kocsiszerviz, templom, iskola és kettő kovácsműhely is volt itt. A Dayton, Sheridan and Grande Ronde Railroad keskeny nyomtávú vasútvonala 1878 októberében érte el a települést.
Sheridan 1880-ban kapott városi rangot. Névadója a mai Grand Ronde-i rezervátum területén fekvő Fort Yamhillbe rendelt Philip Sheridan tábornok. 1894-ben a lakosságszám elérte a négyszáz főt; ekkor már bank és malom is működött. McMinnville felé postakocsik és vonatok is közlekedtek; a folyón való átkelést egy fahíd biztosította.
Kezdetben a legfontosabb iparág a mezőgazdaság volt; 1910 körül többek között komlót, lóherét, almát és szilvát is termesztettek. 1910 márciusában a Sheridan Lumber Company dolgozói a magasabb bérért sztrájkba kezdtek; a törekvéseiket támogató Industrial Workers of the World Portlandben megakadályozta, hogy a cégek sztrájktörőket alkalmazzanak. Az alkalmazottak bérét végül napi 25 centtel (mai árfolyamon körülbelül 7,3 dollárral) emelték. Az 1913. július 18-án kiütött tűz a belvárosban háromszázezer dolláros kárt okozott; az épületek többségét fél éven belül téglából újjáépítették. 1930. október 30-án a jezsuiták egy 361 hektáros farmot vásároltak, ahol papneveldét indítottak; a létesítményt a következő évtizedekben folyamatosan bővítették.
1932-ben megnyílt a mai Oregon Route 18; a Déli-Yamhill folyón ma is álló acélhidat 1939-ben adták át. 1940-ben a mezőgazdaság még mindig fontos szerepet töltött be; ekkorra a népességszám meghaladta az ezer főt. Az OR-18 elkerülő szakasza 1957-ben készült el. A Yamhill folyó 1964. december 22-ei áradása a várost két napra elszigetelte a külvilágtól. A jezsuiták a papneveldét 1974-ben eladták a Szcientológia Egyházzal kapcsolatban álló Delphian Foundationnek.
1989-ben átadták a kis és közepes biztonsági fokozatú rabok fogva tartására tervezett szövetségi börtönt. A fogvatartottakat is hozzászámolják a város népességéhez; a 2000. évi népszámláláskor a Népszámlálási Hivatal tévesen rögzítette a börtönpopuláció nagyságát, ezért a Legfelsőbb Bíróság elrendelte a választókerületek újrarajzolását. 2008-ban az 1875-ben épült metodista templom leégett.

## Földrajz és éghajlat

### Földrajz
Az Oregon-hegylánc lábánál fekvő várost észak–déli irányban elválasztó Déli-Yamhill folyó rendszeresen megárad.

### Éghajlat
A város éghajlata mediterrán (a Köppen-skála szerint Csb).
| Hónap                         | Jan.  | Feb.  | Már.  | Ápr.  | Máj.  | Jún.  | Júl. | Aug. | Szep. | Okt. | Nov.  | Dec.  | Év    |
| ----------------------------- | ----- | ----- | ----- | ----- | ----- | ----- | ---- | ---- | ----- | ---- | ----- | ----- | ----- |
| Rekord max. hőmérséklet (°C)  | 18,0  | 22,0  | 32,0  | 31,0  | 37,0  | 39,0  | 41,0 | 41,0 | 40,0  | 33,0 | 24,0  | 19,0  | 41,0  |
| Átlagos max. hőmérséklet (°C) | 7,0   | 10,0  | 13,0  | 16,0  | 19,0  | 23,0  | 27,0 | 27,0 | 25,0  | 18,0 | 11,0  | 7,0   | 17,0  |
| Átlagos min. hőmérséklet (°C) | 1,0   | 2,0   | 3,0   | 4,0   | 7,0   | 9,0   | 10,0 | 10,0 | 8,0   | 5,0  | 3,0   | 1,0   | 5,3   |
| Rekord min. hőmérséklet (°C)  | −24,0 | −19,0 | −12,0 | −18,0 | −12,0 | −12,0 | 2,0  | 1,0  | −1,0  | −6,0 | −13,0 | −19,0 | −24,0 |
| Átl. csapadékmennyiség (mm)   | 194   | 149   | 124   | 81    | 54    | 39    | 11   | 14   | 29    | 78   | 196   | 230   | 1199  |
| Forrás: The Weather Channel   |       |       |       |       |       |       |      |      |       |      |       |       |       |

## Gazdaság
A legnagyobb foglalkoztatók a mezőgazdaság, a faipar, valamint a gyártó- és a szolgáltatóipar. A legtöbb embert a Spirit Mountain kaszinó, a szövetségi börtön és a Liberty Home építőipari vállalat alkalmazzák.
A Main és Bridge utcák által határolt kereskedelmi negyedben található a város egyetlen jelzőlámpája.

## Közigazgatás
A közbiztonságért a Yamhill megyei seriff hivatala felel, amely az egykori vasútállomás épületében működő városházán rendőrőrsöt tart fenn. A városnak saját tűzoltósága, valamint víz- és szennyvízszolgáltatója van. A településnek kettő parkja van.

## Kultúra
Az 1892-ben épült Travelers Home villa 1982-ben bekerült a történelmi helyek jegyzékébe. A Chemeketa regionális könyvtári együttműködésben részt vevő városi intézmény a Bridge és Yamhill utcák csomópontjában fekszik. A Sheridan Museum of Historyban a térségből származó leletek és fotók vannak kiállítva.
A Sheridan Hometown Dayst és a Mud Dragset évente rendezik meg; előbbin felvonulást, utóbbin autóversenyt tartanak.

## Oktatás
A város közoktatási intézményeinek fenntartója a Sheridani Tankerület. A közelben fekvő The Delphian School a Szcientológia Egyházzal kapcsolatban álló magánintézmény.

## Közlekedés
A város az alábbi közutakon közelíthető meg:
- Oregon Route 18
- Oregon Route 18 Business

A térségben három magánrepülőtér (Deer Creek, George és Poverty Hollow) található. A Yamhill Community Action Partnership keretében McMinnville irányába menetrend szerinti autóbusz közlekedik.

## Média
Az 1890-ben alapított The Sun hetilap 1263 példányban jelenik meg.

## Ufóészlelés
Paul és Evelyn Trent farmja volt az 1950. májusi McMinnville-i ufóészlelés helyszíne. A sajtóban megjelentekkel ellentétben a telek nem McMinnville-ben, hanem Sheridanben található.

## Nevezetes személyek
- Barbara Roberts, Oregon 34. kormányzója[41]
- Joni Huntley, olimpikon magasugró[42]

## Fordítás
- Ez a szócikk részben vagy egészben  a   Sheridan, Oregon című angol Wikipédia-szócikk ezen változatának fordításán alapul.  Az eredeti cikk szerkesztőit annak laptörténete sorolja fel. Ez a jelzés csupán a megfogalmazás eredetét és a szerzői jogokat jelzi, nem szolgál a cikkben szereplő információk forrásmegjelöléseként.